# Praxibulus exsculptus
Praxibulus exsculptus är en insektsart som beskrevs av Rehn, J.A.G. 1957. Praxibulus exsculptus ingår i släktet Praxibulus och familjen gräshoppor. Inga underarter finns listade i Catalogue of Life.